# にっぽん実話時代
『にっぽん実話時代』（にっぽんすきゃんだるじだい）は、1963年（昭和38年）2月16日公開の日本映画である。東宝製作・配給。監督は福田純。カラー、東宝スコープ、83分。

## あらすじ
経済マガジン社の「経済マガジン」は売上不振。そのため、社長は週刊誌ブームにのり、低俗雑誌「実話時代」を発行し、会社名も実話時代社とかえると命令し、スカウトしてきた伊達を編集長とする。
編集部員も最初はいやいやながら、取材にあたっていたが、取材・執筆をするうちに、乗り気にになってくる。そのうち、巨大コンチェルンの不正がわかり、伊達編集長は社長と対立してまで取材をすすめる。

## スタッフ
- 監督：福田純
- 製作：藤本真澄、金子正且
- 脚本：松木ひろし
- 撮影：小泉福造
- 音楽：黛敏郎
- 美術：竹中和雄
- 照明：金子光男
- 録音：斎藤昭
- 編集：藤井良平
- チーフ助監督：長野卓
- 製作担当者：坂本泰明
- 監督助手：橋本幸治
- スチール：岩井隆志
- 合成：泉実
- 整音：下永尚
- 現像：東京現像所

## キャスト
- 伊達康介（「実話時代」新編集長、元新聞記者）：高島忠夫
- 須永雪枝（バーのマダム、伊達の新聞記者時代の知合い）：池内淳子
- 二宮英子（「経済マガジン」編集長の娘、大学をやめ、自転車販売会社勤務）：浜美枝
- 岩瀬正順（編集部員）：藤木悠（実際の映画中では「イワウチ君」または「イワブチ君」と呼ばれている）
- 粕谷秀彦（オカマ口調の編集部員）：ミッキー・カーチス
- 片桐鶴夫（編集部員）：田中邦衛
- 綿貫良三（出版社経理係）：有島一郎
- 黒岩善造（出版社社長）：平田昭彦
- 伊吹彦八（開運銀行頭取）：田崎潤
- 勝山千恵（トルコ風呂勤務）：若林映子
- 衣笠礼子（女優）：中真千子
- 倉本あき（自動車を買っていた女、クラブ・レダーの女社長、伊吹頭取の浮気相手）：浦島千歌子
- 中山リエ子（出版社女性社員）：南弘子
- 野田豊（編集部員）：安川実
- 森一郎（出版社のカメラマン）：当銀長太郎
- トップ屋大塚：土屋嘉男
- 純子（中華料理屋の店員）：中島そのみ
- サクラクラブ会長：中北千枝子
- 礼子の母みよ：東郷晴子
- 秋山政子（印刷屋の妻）：千石規子
- トップ屋A：沢村いき雄
- 秋山（印刷屋）：織田政雄
- 杉本（開運銀行貸付課長）：松村達雄
- 二宮義之（「経済マガジン」編集長）：村上冬樹
- 野球監督：清水元
- トルコ風呂の客：田武謙三
- 旅行客A：大村千吉
- サクラクラブ事務員：小川安三
- バーゆきの客A：宇野晃司
- 粕谷の連れの客：石田茂樹
- やくざA：大木正司
- 旅行客B：広瀬正一
- 撮影所員：荒木保夫
- やくざE：三木敏彦
- 助監督：久野征四郎
- バーゆきの客B：岡豊
- やくざB：関田裕
- 自動車店事務員：緒方燐作

## 同時上映
『素晴らしい悪女』
監督：恩地日出夫 / 原作：石原慎太郎 / 脚本：白坂依志夫 / 音楽：武満徹 / 主演：団令子